# الخلاو (ردمان)

تعديل مصدري - تعديل

الخلاو هي إحدى قرى عزلة ال عامر حوران بمديرية ردمان التابعة لمحافظة البيضاء، بلغ تعداد سكانها 86 نسمة حسب تعداد اليمن لعام 2004.